# Augustinusga
Augustinusga (Fries: Stynsgea, [’sti:ⁿzɡɪ.ə]) is een dorp in de gemeente Achtkarspelen in de Nederlandse provincie Friesland.
Het dorp ligt tien kilometer ten noorden van Drachten, tussen Buitenpost en Surhuizum. Het dorp telde in 2023 1.205 inwoners. Onder het dorp vallen ook de buurtschappen Blauwverlaat, Rohel en Roodeschuur (deels).

## Geschiedenis
De oudste vermelding van de plaats is circa 1240 als parrochia beati Augustini (de gezegende parochie van Augustinus). In 1454 werd de plaats vermeld als Augustynusgha, in 1641 als Aukestinusga en in 1786 als Augustinusga en Augustynsga. De plaatsnaam verwijst naar Sint-Augustinus, de patroonheilige van de eerdergenoemde parochie.

## Bezienswaardigheden
Ten oosten van het dorp staat de Tjasker Augustinusga, een van de laatste drie boktjaskers van Nederland.
Augustinusga telt zes rijksmonumenten.

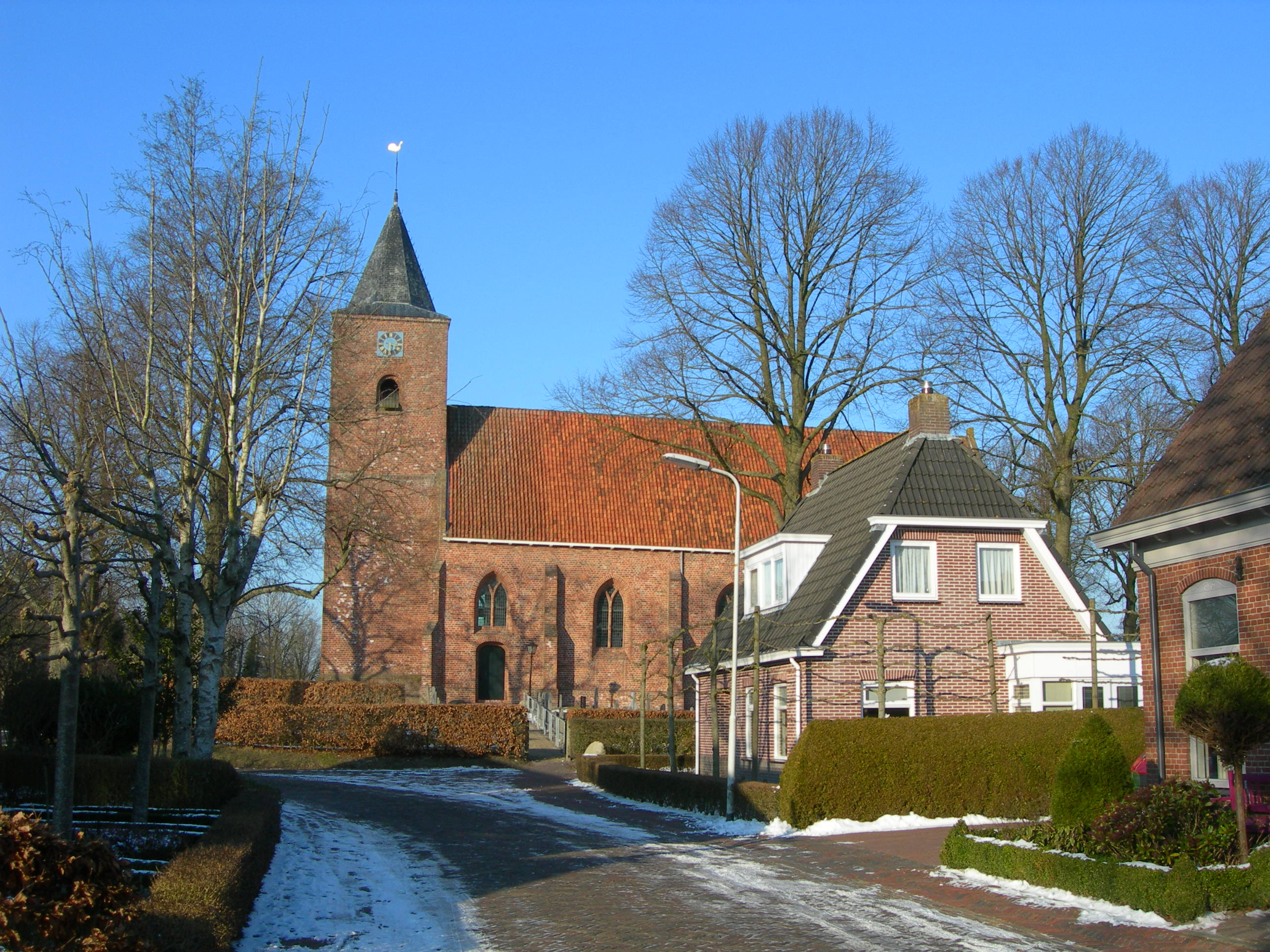
Augustinitsjerke
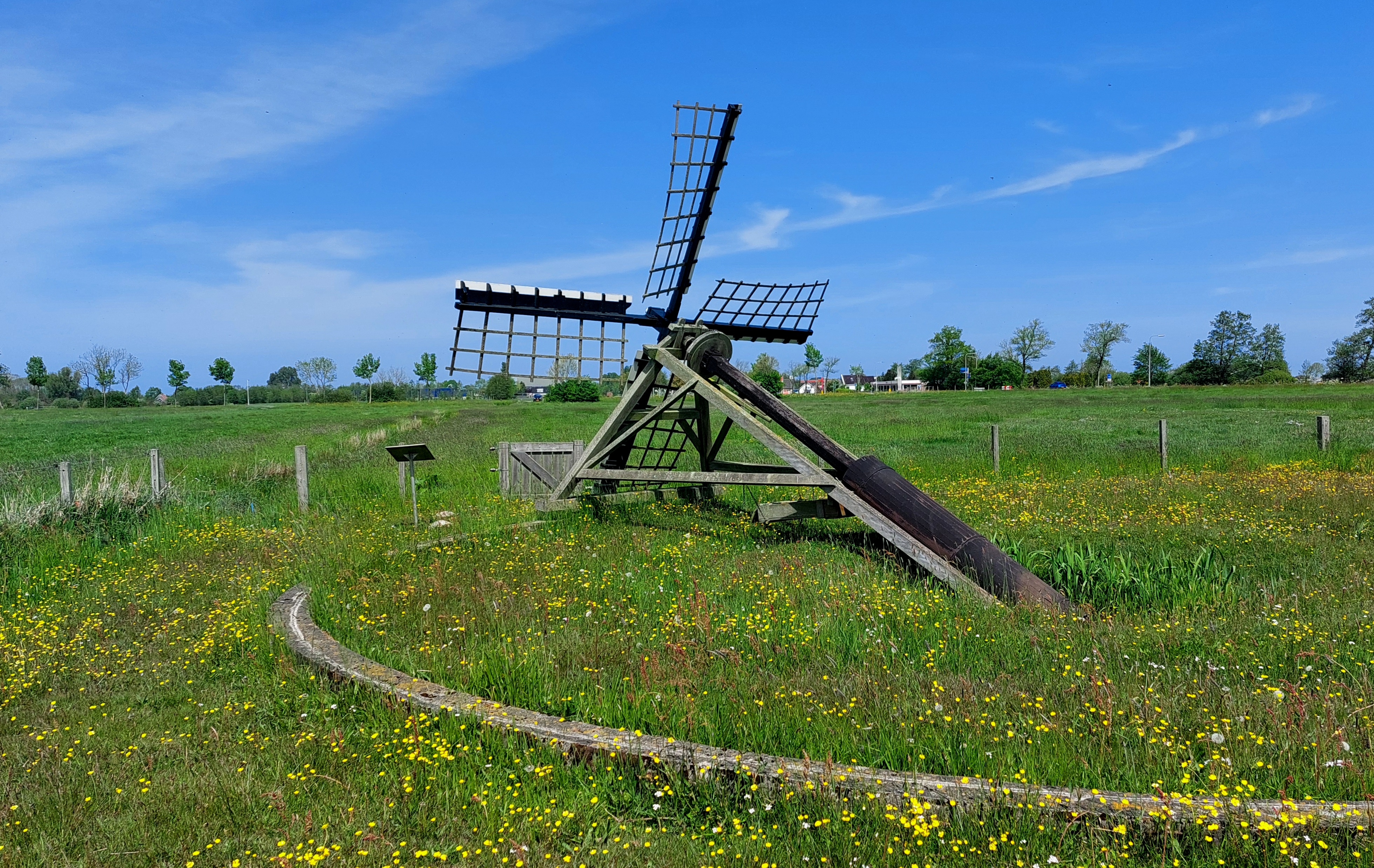
Boktjasker

## Geboren in Augustinusga
- Willem Bartel van der Kooi (1768–1836), kunstschilder, representant, patriot, prae-lector
- Ytzen van der Veen (1861–1931), architect
- Tiemen Helperi Kimm (1930–2017), lobbyist voor tabaksindustrie, museumdirecteur